# HSC Bad Neustadt
Der HSC Bad Neustadt, seit 2018 auch Rotmilane genannt ist ein Handballsportverein, der in der unterfränkischen Stadt Bad Neustadt an der Saale beheimatet ist. Die erste Männermannschaft spielt 2024/2025 in der Oberliga Nord.

## Geschichte
Der Handballsportclub Bad Neustadt wurde 1977 gegründet und ist seit über 40 Jahren ein Handballverein aus Franken.
In der Saison 1978/79 gelang ihm als Meister der Verbandsliga der Einzug in die Entscheidungsspiele um den Aufstieg in die Bayernliga. Hierbei setzte er sich durch und spielte von dort an in der Bayerischen Oberliga. Im Jahre 1991 stieg er als Meister der Bayernliga in die Regionalliga auf und etablierte sich dort unter den Spitzenteams. Doch der größte Erfolg gelang, als er in der Saison 2001/02 den Aufstieg in die 2. Handball-Bundesliga Süd schaffte. Doch nach nur einer Saison ging es wieder eine Etage tiefer und der HSC wurde wieder zu einer festen Größe im Regionalliga Handball. Durch den 9. Platz in der Saison 2010/11 sicherte er sich dann, nach durchwachsener Saison, eines der letzten Tickets für die 3. Liga Ost. In den Saisons 2011/2012 sowie 2012/2013 wurde die Handschrift vom ehemaligen Trainer Matthias Obinger immer erkennbarer. Nach drei Vizemeisterschaften in Folge geht der HSC 2014 mit einem neuen Trainer an den Start. Obinger beklagte sich zum Ende der Saison 2013/2014 öffentlich über den Verzicht des Aufstiegsrecht, der HSC lag zu diesem Zeitpunkt souverän auf Platz eins der Tabelle. Eine Anfang 2014 gestartete Marketingoffensive brachte nicht das für einen Aufstieg benötigte Geld. Nach Meinung von Obinger könne er sich und die Mannschaft unter diesen Umständen nicht mehr motivieren und man trennte sich trotz gültigem Vertrag. Der Vertrag des ehemaligen tschechischen Nationaltorwarts Rostislav Badura wurde zum Ende der Saison aus finanziellen Gründen nicht verlängert. Unter dem neuen Spielertrainer Margots Valkovskis tritt der Verein nach einem einjährigen Intermezzo in der Südstaffel (2013/2014) wieder in der Oststaffel an. Nach etlichen Jahren 3. Liga stieg der HSC Bad Neustadt zum Ende der Saison 2017/2018 als Tabellenletzter aus der 3. Liga Ost in die Bayernliga ab.
Nach einem einjährigen Gastspiel in der Bayernliga konnte er in den anschließenden Aufstiegsspielen die Rückkehr in die 3. Liga perfekt machen. Nach fünf Spielen in der neuen 3. Liga Mitte trennte er sich von Aufstiegstrainer Chrischa Hannawald. Frank Ihl wurde daraufhin als Trainer verpflichtet. Aus der 3. Liga stieg der Verein nach der Spielzeit 2021/2022 wieder ab. In der Spielzeit 2022/2023 stieg er in die Landesliga ab. In der Spielzeit 2024/2025 stieg er nach verlorener Relegation in die Bezirksoberliga ab. 

### Erfolge
| - Aufstieg in die 2. Bundesliga 2002 - Meister Regionalliga Mitte (3. Liga) 2002 - Aufstieg in die 3. Liga (Handball) 2010, 2019 - Vizemeister 3. Liga (Handball) 2012, 2013, 2014 | - Aufstieg in die Regionalliga Süd (3. Liga) 1991 - Bayerischer Meister (4. Liga) 1991, 2019 - Aufstieg in die Bayernliga (3. Liga) 1979 - Meister Verbandsliga Bayern (4. Liga) 1979 |

- Gary Hines vom HSC Bad Neustadt erzielt im Oktober 2017 das Tor des Monats.

## Spielstätte
Nur wenige Mannschaften konnten aus der 2009 renovierten Halle die Punkte mit nach Hause nehmen und so wurde die 1974 auf dem Schulberg erbaute Bürgermeister-Goebels-Halle schnell als „uneinnehmbare Festung“ bekannt.

## Mannschaft
| Nummer            | Name               | Position | Größe  | Nat.        |
| ----------------- | ------------------ | -------- | ------ | ----------- |
| 1                 | Ivica Simic        | TW       | 1,87 m | Kroatien    |
| 12                | Istvan Lengyle     | TW       | 1,94 m | Ungarn      |
| 16                | Felix Schmidl      | TW       | 1,90 m | Deutschland |
| 3                 | Benedikt Kleinhenz | RA/RR    | 1,86 m | Deutschland |
| 4                 | Ben Schicks        | RM       | 1,83 m | Deutschland |
| 6                 | Adrian Wöhler      | RM/LA    | 1,89 m | Deutschland |
| 7                 | Daniel Kyvala      | RL       | 1,90 m | Tschechien  |
| 8                 | Felix Wolf         | LA       | 1,80 m | Deutschland |
| 11                | Sebastian Kirchner | RM/LA    | 1,82 m | Deutschland |
| 13                | Vilim Leskovec     | RR/RM/RL | 1,94 m | Deutschland |
| 14                | Noah Hahn          | LA       | 1,81 m | Deutschland |
| 18                | Diogo Alves        | RM/RR    | 1,92 m | Portugal    |
| 21                | Arsenij Kandaliuk  | RA/RR    | 1,85 m | Ukraine     |
| 31                | Emir Rovcanin      | KM       | 1,90 m | Deutschland |
| 37                | Toni Ilic          | RA       | 1,77 m | Kroatien    |
| 50                | Filip Susnjara     | RL/KM/RR | 2,01 m | Kroatien    |
|                   |                    |          |        |             |
| Trainer           | Florian Hauck      |          |        | Deutschland |
| Co-Trainer        | Sebastian Kirchner |          |        | Deutschland |
| Mannschaftsleiter | Dieter Schulz      |          |        | Deutschland |
| Betreuer          | Walter Gütlein     |          |        | Deutschland |
| Physio            | Silke Lang         |          |        | Deutschland |
| Arzt              | Tobias Fröling     |          |        | Deutschland |
| Arzt              | Thomas Jansen      |          |        | Deutschland |

Abgänge: Benjamin Herth, Noah Streckhardt, Maximilian Drude, Franziskus Gerr, Leon Schröder, Dominic Buchmüller
Zugänge: Diogo Alves, Adrian Wöhler, Daniel Kyvala, Ben Schicks, Ivica Simic, Istvan Lengyel, Arsenji Kandaliuk